# Anisopogon
Anisopogon, monotipski rod trava svrstan u tribus Duthieeae, dio potporodice Pooideae. Jedina vrsta je A. avenaceus, trajnica iz jugoistočne Australije (Novi Južni Wales, Victoria)
Opisana je u Prodromus Florae Novae Hollandiae 176. 1810.